# Commission des phares (Canada)
Pour les articles homonymes, voir Commission des phares.
La Commission des phares est une agence fédérale canadienne établie par le Parlement fédéral en février 1904 et relevant du ministère de la Marine et des Pêcheries du Canada. Son mandat est alors de réaliser les travaux d'amélioration des infrastructures d'aide à la navigation le long des côtes canadiennes. 

## Histoire

### Création de la commission
Au tournant du XXe siècle, le Canada connaît une forte augmentation du trafic maritime dans ses eaux. Cette croissance et l'amélioration des techniques utilisées dans les infrastructures maritimes amènent les armateurs canadiens à exercer une pression croissante sur les autorités pour que soient améliorées les infrastructures d'aide à la navigation le long des côtes canadiennes,.
En réponse à ces sollicitations, le gouvernement canadien créé la Commission des phares en février 1904. Le mandat du nouvel organisme est alors le suivant :

« ... enquêter et faire rapport de temps à autre au ministère de la Marine et des Pêcheries sur toutes les questions qui ont trait au choix des emplacements de phares, à la construction et à l'entretien des phares, aux avertisseurs de brume et à tous autres domaines qui sont de la compétence du ministre... »

— Gouvernement du Canada
Le nouvel organisme relève du ministère de la Marine et des Pêcheries du Canada qui nomme à sa tête William Patrick Anderson qui occupe alors le poste d'ingénieur en chef du ministère. Afin de répondre aux besoins du commerce maritime canadien, la commission se dote d'une structure de consultation où les intervenants du monde maritime venaient demander l'amélioration des infrastructures d'aide à la navigation. Un comité composé du sous-ministre de l'époque, le colonel F. Gourdeau, de l'ingénieur en chef, du commandant du service canadien de la marine, du commissaire des phares, d'un représentant des entreprises maritimes (dans les  premiers temps de la commission ce fut Hugh Allan) et finalement d'un représentant des pilotes maritimes.

### Les premiers travaux de la commission
Anderson est persuadé que le béton armé représente le meilleur choix pour la construction des futurs phares canadiens du début du XXe siècle en matière de solidité et de coûts et pour répondre aux besoins de la navigation. Afin d'obtenir l'expertise requise pour la construction de phares en béton armé, la commission embauche en 1905 l'ingénieur français Henri de Miffonis. Ce dernier, formé à l'université de Paris, est profondément influencé par la profonde mutation provoquée en France par l'emploi du béton dans l'industrie du bâtiment.

### Les premiers phares
Les années qui suivent correspondent à une période faste en ce qui concerne la construction de tours de phares en béton armé au Canada. Entre 1906 et 1914, la commission construit plus de vingt-cinq phares en béton armé alors que les prévisions initiales n'envisageaient que quatorze tours construites avec ce matériau.
Ainsi entre 1906 et 1908, la firme Steel Concrete Co de Montréal, forte d'une grande d'expertise en matière de béton, dessine les plans et réalise la construction de cinq phares en béton,. Puis, le ministère de la Marine et des Pêcheries préférant que les phares soient construits selon ses plans, ce sera le cas à partir de 1908. Les phares en béton armé seront alors construits pour la plupart selon une section tronconique et suivant les plans d'Henri de Miffonis.